# Esperdut
Esperdut (fl. XIII secolo) è il nome o pseudonimo di un trovatore occitano attivo nella prima metà del XIII secolo identificabile con Cabrit o Gui o Guionet, vale a dire Gui de Cavaillon, contemporaneo di Pons de Montlaur con il quale compose un partimen.
Gli viene inoltre attribuita una canso d'amore.
Partimen
[Esperdut]

Senhe.N Pons de Monlaur, per vos

vuelh saber de doas razos

qual prezatz mais ad ops d'amar:

tozeta que pot melhuyrar

et es corteza e belha e pros,

o dompna de pretz cabalos

abrivada de dompneyar.

[Pons]

N'Esperdut, be.m par de sen blos

e no.m par que si' amoros

qui no.n sap la melhor triar:

yeu am mais tener qu'esperar

avers quant es eleiz e bos

no fatz aquelh don suy duptos,

q'us destorbiers en pot cent far.

[...]
[Esperdut]

Signor Pons de Monlaur, da voi

voglio saper di due opzioni

quale stimate meglio ad amare:

Giovinetta che può migliorare

cortese bella e capace,

o donna di pregio valente

esperta in cose d'amore.

[Pons]

Esperdut, ben parmi un non senso

e non mi sembra sia amoroso

chi non sa la miglior trarre:

io amo più tener che aspettare

aver quando è di buona scelta

e non di quel di cui sono incerto,

che per un intoppo ne può far cento.

[...]